# Élizabeth Blouin-Brathwaite
Pour les articles homonymes, voir Blouin et Brathwaite.
Élizabeth Blouin-Brathwaite est une chanteuse québécoise née en 1986. Elle enregistre son premier album Un monde merveilleux en 1997 à l'âge de onze ans. Elle est aussi choriste pour Lulu Hughes, Gregory Charles et Garou. En 2014 elle présente son premier spectacle solo Élizabeth+.

## Biographie
Fille de Normand Brathwaite et Johanne Blouin, elle chante en public pour la première fois à l'âge de quatre ans. Elle enregistre deux disques pour le producteur Guy Cloutier qui connaissent auprès des enfants un succès semblable à celui de Nathalie Simard. Elle étudie en musique à l'école Pierre-Laporte puis elle devient choriste. En 2014 elle présente son premier spectacle solo Élizabeth+. Elle joint les rangs de Andrée Watters Productions en 2017. Élizabeth connaît notamment un succès grâce à son titre «Take me to zaian», dans lequel elle tant à rappeler ses racines jamaïcaine. 

## Discographie
- 2013 Album de famille (album collectif, interprète Une belle histoire)
- 2008 Les jalouses du blues (album collectif, interprète Deux autres bières et Le blues me guette)
- 2005 Roses rouges (album collectif, interprète Like a Rose)
- 1998 100% Noël
- 1997 Un monde merveilleux